# Badelachen
Badelachen is een nederzetting in de Duitse gemeente Vacha in het Wartburgkreis in Thüringen. De plaats wordt voor het eerst genoemd in 786. Waarschijnlijk is de plaats gesticht vanuit het klooster Hersfeld. 